# پیتر براون (بازیکن فوتبال، زاده ۱۹۶۱)
پیتر براون (انگلیسی: Peter Brown؛ زادهٔ ۱ سپتامبر ۱۹۶۱) بازیکن فوتبال اهل بریتانیا است.
از باشگاه‌هایی که در آن بازی کرده‌است می‌توان به باشگاه فوتبال بارنت، باشگاه فوتبال چلسی، باشگاه فوتبال ترینگ اتلتیک، و باشگاه فوتبال ویمبلدون اشاره کرد.